# موارید هلدینگ
موارید هلدینگ (انگلیسی: Mawarid Holding)
یک هلدینگ خصوصی در زمینه سرمایه‌گذاری است که در سال ۱۹۶۸ تأسیس شد.